# Yvan van den Broeck
Yvan van den Broeck   (Booischot, 21 de juny de 1954), escrit sovint Ivan van den Broeck, és un expilot de motocròs flamenc que destacà en competició internacional durant les dècades de 1970 i 1980, especialment en la categoria dels 500cc, essent un dels millors competidors del Campionat del Món de motocròs durant un grapat d'anys i un dels pilots oficials de Maico més prometedors a la seva època. Fou diverses vegades campió de Bèlgica de motocròs.
Van den Broeck debutà en competició a 16 anys i el 1972, a 18 anys, disputà el seu primer Gran Premi, concretament el de Bèlgica de 500cc a Namur.

## Palmarès al Campionat del Món
| Any  | Motocicleta | 500cc | 125cc |
| ---- | ----------- | ----- | ----- |
| 1973 | Husqvarna   | -     | 9è    |
| 1974 | ?           | -     | -     |
| 1975 | Husqvarna   | -     | 6è    |
| 1976 | ?           | -     | -     |
| 1977 | Maico       | 14è   | -     |
| 1978 | Maico       | 10è   | -     |
| 1979 | Maico       | 9è    | -     |
| 1980 | Maico       | 9è    | -     |
| 1981 | Maico       | 9è    | -     |
| 1982 | Maico       | 25è   | -     |
| 1983 | Suzuki      | 9è    | -     |
| 1984 | ?           | -     | -     |
| 1985 | Maico       | 37è   | -     |